# Bussus-Bussuel
Bussus-Bussuel é uma comuna francesa na região administrativa de Altos da França, no departamento de Somme. Estende-se por uma área de 8,16 km². Em 2010 a comuna tinha 305 habitantes (densidade: 37,4 hab./km²).